# طواف فلاندرز 1972
طواف فلاندرز 1972 هو سباق دراجات هوائية أقيم بتاريخ 9 أبريل 1972، تكون السباق من 1 مراحل وامتدّ لمسافة 250 كم بسرعة 41.096 كم/س، استغرق السباق 6 ساعة 05 دقيقة.